# Nemognatha sinuatipennis
Nemognatha sinuatipennis es una especie de coleóptero de la familia Meloidae.

## Distribución geográfica
Habita en Eritrea.